# Ain't It Funny
Ain't It Funny è una canzone Latin pop scritta da Jennifer Lopez e Cory Rooney per il secondo album della Lopez, J. Lo del 2001. Il singolo è stato prodotto da Rooney e Dan Shea ed è stato pubblicato nell'estate dello stesso anno.
Que Ironia è la versione in spagnolo del brano ed è stata inclusa nelle versioni uscite in Sudamerica del disco J. Lo.

## Video musicale
Il video musicale, filmato con un filtro color seppia e diretto da Herb Ritts, vede la Lopez viaggiare per una strada, fino a raggiungere una zingara che mostra alla cantante il suo futuro nelle carte. La Lopez in seguito, abbigliatasi a sua volta come una zingara, attrae irresistibilmente un aitante uomo dai pettorali poderosi (interpretato dall'attore di soap opera messicano Eduardo Verástegui). Il video termina con una festa gitana in cui tutti danzano, compresi la Lopez e l'uomo. Il video è stato trasmesso per la prima volta il 2 luglio 2001.

## Tracce
CD Maxi Single (671202 2)

(Released: 16 luglio 2001)
1. Ain't It Funny [Album Version] – 4:05
2. Ain't It Funny [Silk's House Mix Pt. 1 & 2] – 8:28
3. Ain't It Funny [Brandnew Extended] – 4:54
4. Ain't It Funny [Tropical Dance Remix] – 3:49
5. Ain't It Funny [D'Hip Mix] – 4:20

CD Single (671202 1)

(Released: 16 luglio 2001)
1. Ain't It Funny [Album Version] – 4:05
2. Ain't It Funny [Brandnew Extended] – 4:54

- Murder Remix CD single

1. Ain't It Funny (Murder Remix featuring Ja Rule and Caddillac Tah)
2. Play (Artful Dodger Main Mix)
3. Feelin' So Good (HQ2 Club Mix)
4. Ain't It Funny (Murder Remix featuring Ja Rule and Caddillac Tah) (Video)

- Murder Remix 12" maxi single

1. Ain't It Funny (Murder Remix featuring Ja Rule and Caddillac Tah)
2. Ain't It Funny (Murder Remix featuring Ja Rule and Caddillac Tah) (Instrumental)
3. Waiting for Tonight (Hex Hector Vocal Club Extended/Hex's Momentous Club Mix)

## Classifiche

### Classifiche settimanali
| Classifica (2001-25) | Posizione massima |
| -------------------- | ----------------- |
| Australia            | 9                 |
| Austria              | 16                |
| Belgio (Fiandre)     | 8                 |
| Belgio (Vallonia)    | 5                 |
| Danimarca            | 16                |
| Francia              | 13                |
| Germania             | 13                |
| Irlanda              | 9                 |
| Italia               | 17                |
| Kazakistan           | 29                |
| Nuova Zelanda        | 31                |
| Norvegia             | 9                 |
| Paesi Bassi          | 3                 |
| Spagna               | 10                |
| Svezia               | 3                 |
| Svizzera             | 9                 |
| Regno Unito          | 3                 |
| Romania              | 3                 |

### Classifiche di fine anno
| Classifica (2024) | Posizione |
| ----------------- | --------- |
| Kazakistan        | 24        |